# Рокфеллер, Нельсон
Не́льсон О́лдрич Рокфе́ллер (англ. Nelson Aldrich Rockefeller, МФА: [ˈrɑkəˌfɛlɚ]; 8 июля 1908, Бар-Харбор, штат Мэн, США — 26 января 1979, Нью-Йорк, США) — американский предприниматель, миллиардер, государственный и политический деятель, вице-президент США в 1974—1977 годах от Республиканской партии. 
Принадлежал к богатейшей семье Америки, имя которой стало нарицательным; внук нефтяного магната Джона Дэвисона Рокфеллера. Старший брат Дэвида Рокфеллера и губернатора Арканзаса в 1967—1971 годах Уинтропа О. Рокфеллера.
Член Республиканской партии США. Губернатор штата Нью-Йорк в 1959—1973. Помощник государственного секретаря при каденции Франклина Рузвельта и Гарри Трумэна (1944—1945), заместитель министра здравоохранения при Дуайте Эйзенхауере (1953—1954).

## Биография

### Ранняя жизнь
Рокфеллер родился 8 июля 1908 года в Бар-Харборе, штат Мэн. Названный Нельсоном Олдричем в честь своего деда по материнской линии Нельсона В. Олдрича, он был вторым сыном и третьим ребенком финансиста и филантропа Джона Дэвисона Рокфеллера-младшего и филантропа и светской львицы Эбигейл «Эбби» Олдрич. У него было двое старших братьев и сестер — Эбби и Джон III, а также три младших брата: Лоуренс, Уинтроп и Дэвид. Их отец, Джон-младший, был единственным сыном сооснователя Standard Oil Джона Д. Рокфеллера и школьной учительницы Лауры Спелман.
В школе Нельсон учился плохо. Как правило, в младшей трети своего класса он чуть не провалил девятый класс и имел невыявленную дислексию. Хотя Нельсона не приняли в Принстонский университет, он поступил в Дартмутский колледж, прибыв в кампус в 1926 году. Во время учебы в колледже он встретил Мэри Тодхантер Кларк в летнем доме в штате Мэн, и они полюбили друг друга. Они были помолвлены осенью 1929 года. В 1930 году он окончил университет с отличием и получил степень бакалавра искусств по экономике Дартмутского колледжа. Рокфеллер и Мэри поженились после того, как он окончил учебу, 23 июня 1930 года в Бала Синвид, штат Пенсильвания.
В начале 1930-х годов работал в банках Нью-Йорка, Парижа, Лондона. Тогда же он по просьбе отца, а позже и из-за увлечения архитектурой посвятил себя созданию Рокфеллер-центра в Нью-Йорке. В 1933 году он заказал роспись Рокфеллер-центра популярному мексиканскому художнику левых взглядов Диего Ривере, однако после завершения росписи попросил Риверу убрать с неё изображение советского лидера В. И. Ленина, фигура которого вызывала неоднозначную реакцию в США. Когда художник отказался это сделать, разгорелся скандал между ним и Рокфеллером. Выплатив Ривере гонорар, Рокфеллер уволил его и полностью уничтожил его работу. Фраза молодого Рокфеллера: «Это моя стена!» вошла в поговорку в США. Инцидент получил большую огласку в США и других странах. Он широко освещался в СМИ и вызвал бурные дискуссии. Эта история также обыграна в кинофильмах «Колыбель будет качаться» (1999) и «Фрида» (2002).

### Политическая карьера
В политике с 1940-х, член Республиканской партии, при демократах Рузвельте и Трумэне участвовал в разных правительственных комиссиях, в 1951—1952 гг. председатель консультативного совета по вопросам международного развития. В республиканской администрации Эйзенхауэра был заместителем министра. В 1954—1955 гг. специальный помощник президента Эйзенхауэра по внешнеполитическим вопросам.
С 1959 по 1973 годы губернатор штата Нью-Йорк, имел репутацию либерала и лидера умеренного крыла республиканцев. Нельсон Рокфеллер трижды пытался получить у Республиканской партии выдвижение своей кандидатуры на президентство, но неудачно (1960, 1964, 1968).

#### Вице-президент США

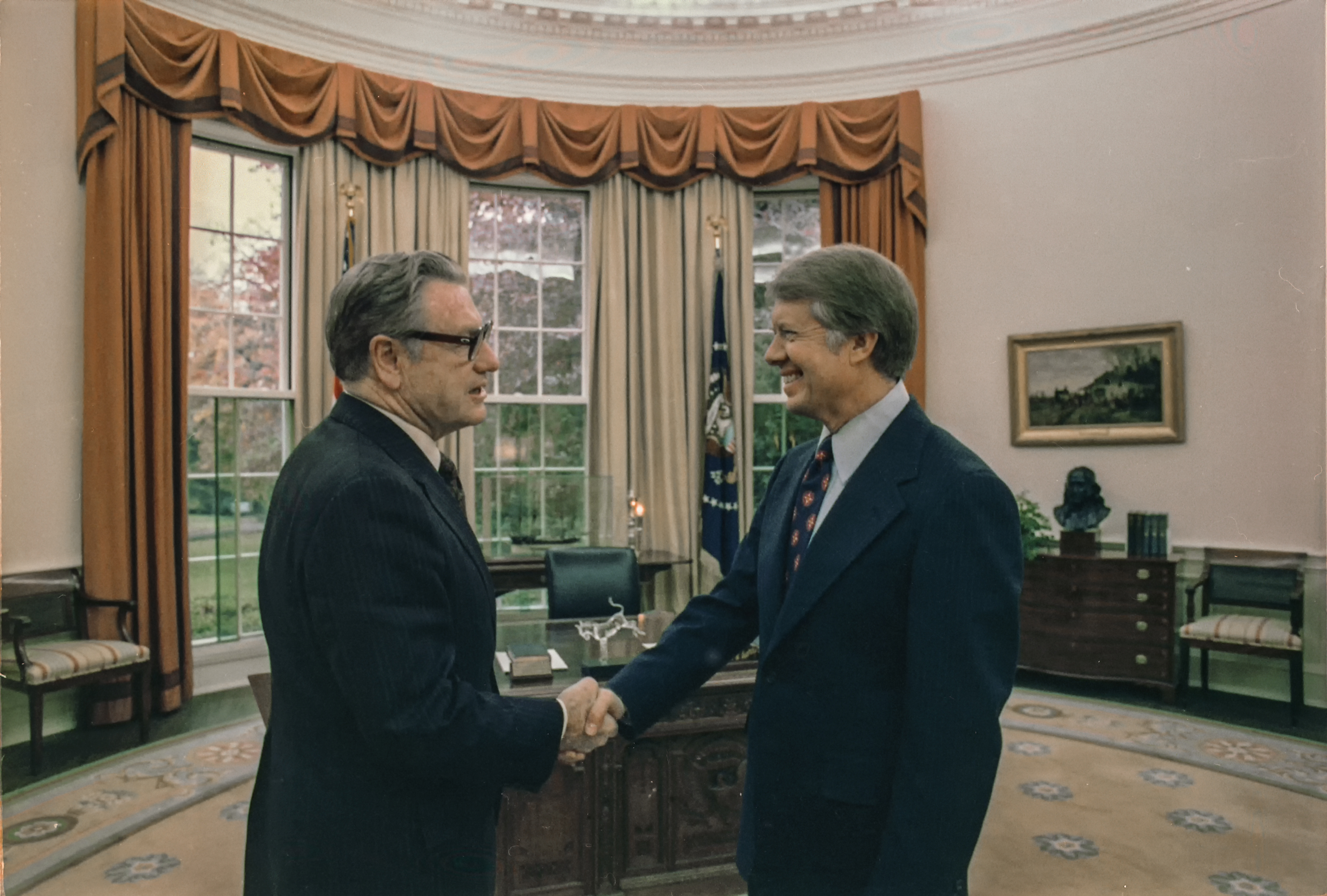
Нельсон Рокфеллер и президент США Джимми Картер, октябрь 1977.

После отставки Ричарда Никсона в 1974 году президентом стал второй вице-президент Джеральд Форд. Форд был вице-президентом, поскольку избранный на эту должность Спиро Агню был вынужден уйти в отставку ещё раньше, чем сам Никсон. В соответствии с 25-й поправкой к Конституции США пост вице-президента, на котором открылась вакансия, должен был быть замещён Конгрессом по представлению президента. Форд остановил свой выбор на Рокфеллере, который был на протяжении долгого времени эффективным губернатором крупнейшего штата. Конгрессмены обеих палат интересовались больше не политическими способностями кандидата, которые были несомненны, а тем, не повлияет ли на его деятельность причастность к финансовой элите и огромное личное богатство. После долгих дебатов Палата представителей и Сенат утвердили Рокфеллера вице-президентом 19 декабря 1974 года. Он стал вторым и пока последним вице-президентом, вступившим в должность в соответствии с 25-й поправкой, после самого Форда.
Рокфеллер обставил и богато украсил на свои средства вице-президентскую резиденцию в Вашингтоне, хотя фактически не жил там, уже имея в Вашингтоне дом. Уходя с поста, он оставил всю обстановку в резиденции в собственности государства, и ею пользуются все последующие вице-президенты. Во время одной из публичных речей 16 сентября 1976 года собравшиеся хиппи стали высмеивать Рокфеллера, тогда он, рассердившись, показал им средний палец, что было запечатлено на фото, получившем большую известность.
Уже 3 ноября 1975 года Рокфеллер известил Форда, что рассматривает своё вице-президентство как временное и не собирается баллотироваться в паре с ним в 1976 году. На этих выборах кандидатом в вице-президенты при Форде был известный республиканец Боб Доул, впоследствии неудачно боровшийся за президентство в 1996 году; впрочем, тандем Форд — Доул проиграл тандему демократов Картер — Мондейл.
Являлся постоянным членом Бильдербергского клуба.
Создатель Музея примитивного искусства в Нью-Йорке.

### Смерть
Нельсон Рокфеллер умер в Нью-Йорке через 2 года после ухода с должности, 26 января 1979 года, «от сердечного приступа». В это время рядом с Рокфеллером находилась бывшая сотрудница аппарата вице-президента 25-летняя Меган Маршак. После смерти Рокфелеллера циркулировали слухи о том, что Маршак была его любовницей, и сердечный приступ настиг Нельсона во время их интимной встречи.

## В культуре
Фильм «Фрида». Роль исполнил Эдвард Нортон.

## Личная жизнь

### Семья
- Жена (с 1930) — Мэри Тодхантер Кларк[англ.] (1907—1999); супруги развелись в 1962 году. Их дети:
  - Родман[англ.] (1932—2000)
  - Энн
  - Стивен Кларк (род. 1936)
  - двойняшки Мэри и Майкл (этнограф и антрополог, пропал без вести в 1961 году в Новой Гвинее во время научной экспедиции. По одной из версий, его съели людоеды[12][13]. Майклу было 23 года).
- Жена (с 1963) — Маргарита Лардж «Хэппи» Мёрфи[англ.] (1926—2015), урождённая Фитлер. В этом браке родились:
  - Нельсон (младший) (род. 1964)
  - Марк[англ.] (род. 1967).

### Религия
С юности — член Южной баптистской конвенции. 